# Antonio Quirós
Antonio Manuel Ruiz-Quirós Arroyo (Santander, 29 de agosto de 1912-Londres, 9 de mayo de 1984) fue un pintor español de estilo cercano al expresionismo figurativo, aunque la técnica alcanzó una gran importancia en su trabajo hasta convertirse en una de sus características pictóricas.

## Biografía y obra
En su vocación artística pudo influir su tía, María Blanchard, establecida ya en París, pero sus inicios pictóricos tuvieron lugar siguiendo las enseñanzas de Fernando García Camoyano, un modesto pintor academicista, y su primera relación con las vanguardias se debe a sus contactos con escritores como Gerardo Diego y Federico García Lorca. En 1931 expone en el Ateneo de Santander. Entre sus obras de esta época, principalmente retratos, destaca El cajista (Banco Santander), donde descompone las formas a la manera de los pintores cubistas.
Al estallar la guerra civil combatió en el bando republicano y pintó algún decorado teatral. Exiliado a Francia poco antes de la caída de Santander en poder del ejército franquista, se unió a la resistencia tras la ocupación alemana. Tras el paréntesis impuesto por la guerra estudió pintura en la Academia Julian y en la Grand Chaumière de París. A pesar de sus notables diferencias estéticas, en 1948 expuso en Estocolmo y París con Pablo Picasso.
Pronto retornó a España y en 1951 se estableció en Madrid. En 1953 participó en la Exposición Internacional de Arte Abstracto que se celebró en el Museo de Bellas Artes de Santander, aunque su paso por la abstracción fue breve para centrarse en la renovación de la figuración española. Así expuso en el Museo de Bellas Artes de Bilbao (1955), en los Ateneos de Madrid y Barcelona (1956) y en las salas Clan y Fernando Fe de Madrid.
Tras una temporada en Estados Unidos volvió a Madrid en 1961 e instaló su estudio en el paseo del Prado. En 1961 obtuvo el Premio de la Crítica. En 1963 la Medalla de Oro Eugenio D’Ors. También en estos años empezó a exponer en la sala Biosca de Madrid. Su consagración llegará con la exposición antológica, organizada por el Ministerio de Educación, en las salas de la Biblioteca Nacional de Madrid en 1976, en la que se expusieron 168 obras. La pintura de Quirós, sus personajes articulados y doloridos y su gran dominio de color son alabados por la crítica.
En 1980 la Galería Biosca editó un libro con aguafuertes de Antonio Quirós como homenaje a Francisco de Quevedo, retomando así el artista el grabado. También, aunque fuese solo ocasionalmente, siguió pintando retratos (Juan Carlos I, Felipe Santullano, condesa de Cienfuegos). Murió en Londres tras una operación de colon. Su cuerpo fue trasladado a Santander y enterrado en el Panteón de Hombres Ilustres del cementerio de Ciriego. El Museo de Arte Moderno y Contemporáneo de Santander tiene dedicada una sala a su obra. Del mismo modo, una calle en su ciudad natal lleva su nombre.
En 1986 el Centro Cultural de Arte Conde Duque de Madrid le dedicó una amplia retrospectiva. 